# Protocoale post-detectare
Protocoalele post-detectare (din engleză: post-detection protocols, PDP) reprezintă un set de reguli, standarde, linii directoare sau acțiuni pe care entitățile guvernamentale sau alte organizații intenționează să le urmeze pentru detectarea, analiza, verificarea, anunțul și răspunsul la semnale confirmate din partea unor civilizații extraterestre. Deși niciun protocol nu a fost adoptat în mod formal și deschis de către o entitate guvernamentală, există o muncă semnificativă făcută de oamenii de știință și organizațiile neguvernamentale pentru a dezvolta planuri de acțiune coerente care să fie folosite în caz de detectare. Cea mai populară și mai cunoscută dintre acestea este „Declarația de principii privind activitățile în urma detectării inteligenței extraterestre”, care a fost dezvoltată de Academia Internațională de Astronautică (IAA), cu sprijinul Institutului Internațional de Drept Spațial. Este un domeniu distinct de cercetare, dar se bazează foarte mult pe domeniile SETI (Căutarea inteligenței extraterestre), METI (Mesagerie către inteligența extraterestră) și CETI (Comunicarea cu inteligența extraterestră) .
În 1990, omul de știință Zbigniew Paptrotny a susținut că formularea protocoalelor post-detectare poate fi ghidată de trei factori: disponibilitatea societății terestre de a accepta știrile despre detectarea extratereștrilor, modul în care sunt lansate știrile despre detectare și înțelegerea mesajului din semnal.

## Probleme

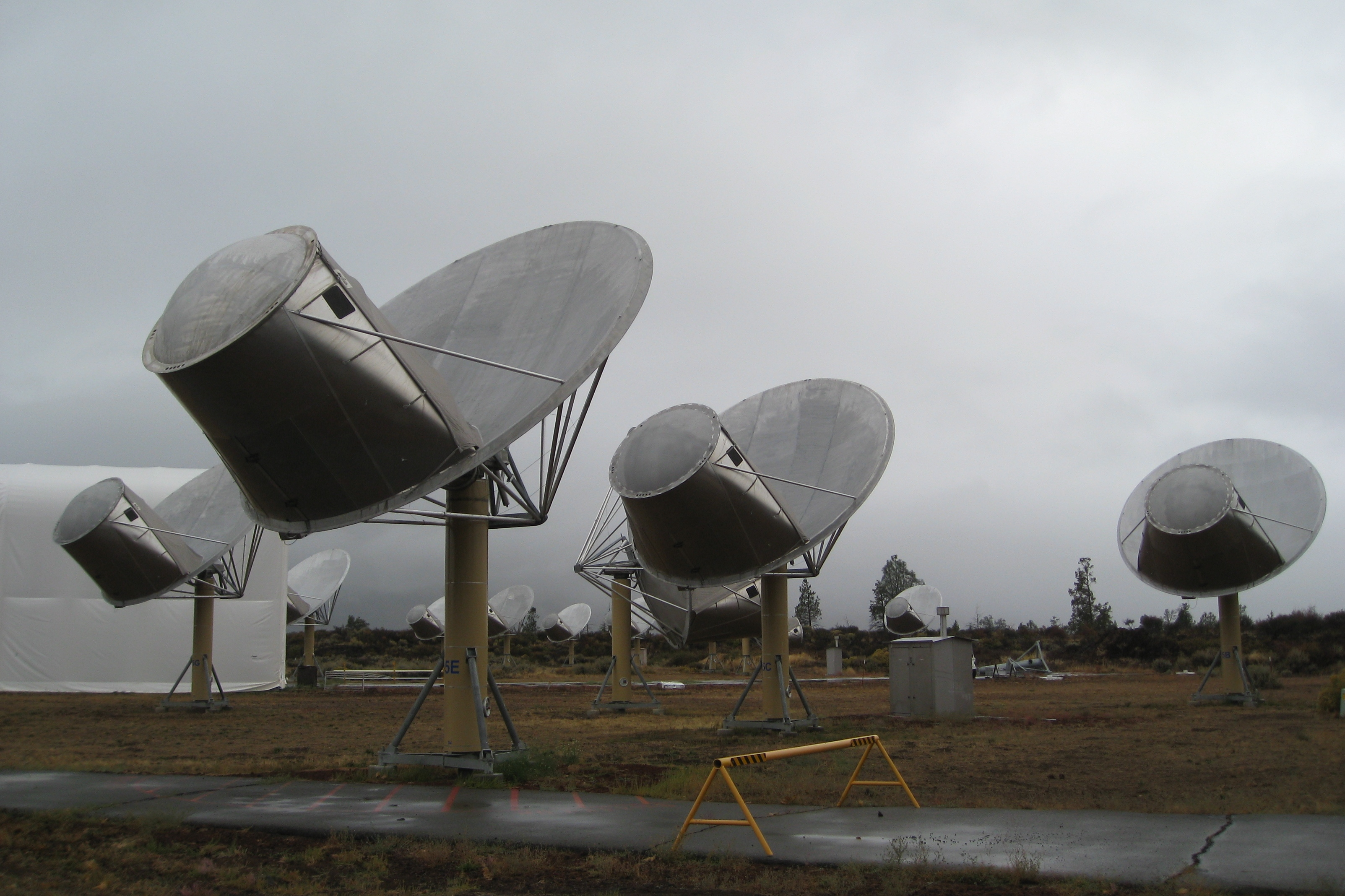
Telescopul Allen Array de la Institutul SETI - folosit în căutarea inteligenței extraterestre

### Semnificația transmisiei
S-au propus două sisteme de evaluare pentru cuantificarea semnificației transmisiilor între Pământ și inteligența extraterestră potențială (ETI). Scara Rio, variind de la 0 la 10, a fost propusă în 2000 ca mijloc de cuantificare a semnificației unei detecții SETI. Aceasta a fost concepută de Iván Almár și Jill Tarter pentru a ajuta factorii de decizie politică să formuleze o judecată inițială asupra consecințelor potențiale ale unei detecții. Aceasta împrumută mult din Scara Torino, care este utilizată pentru a clasifica pericolul de impact al obiectelor din apropierea Pământului (NEO). Grupul de studiu permanent IAA SETI a adoptat oficial această scară atât ca mijloc de a aduce o perspectivă asupra unor afirmații de detectare ETI, cât și ca o recunoaștere a faptului că și detecțiile false ETI ar putea avea consecințe dezastruoase, care ar trebui atenuate.
O metrică strâns legată este Scara San Marino de cuantificare a pericolului potențial al transmisiilor deliberate de pe Pământ. În timp ce Scara Rio se bazează pe știința relativ bine acceptată a căutării semnalelor extraterestre (SETI), scara San Marino încearcă să aducă obiectivitate activității reciproce - aceea a civilizației umane care trimite transmisii care ar putea fi interceptate de civilizațiile extraterestre (METI). Scara San Marino a fost propusă pentru prima dată în 2005 de Iván Almár⁠(d) și a fost adoptată de Grupul de studiu permanent IAA SETI în septembrie 2007.

### Natura detecției
În ciuda credințelor larg răspândite, nu există cunoștințe empirice cu privire la formele de viață și civilizațiile extraterestre. Implicațiile unei detectări a vieții extraterestre ar varia foarte mult în funcție de natura acelei vieți, de distanța/locul unde se află aceasta și modul în care reacționează societatea umană. Din cauza lipsei de certitudine, protocoalele iau în considerare o varietate de scenarii și reacțiile adecvate. Formularea unui plan coeziv pentru un răspuns la detectarea extratereștrilor ar presupune dezvoltarea unui proiect de analizare a scenariilor pentru gestionarea descoperirii și a consecințelor acesteia.
Unele scenarii au avut parte de mai multă atenție decât altele. De exemplu, în timp ce s-a lucrat considerabil pentru a prezice consecințele unei detectări prin radiotelescop a extratereștrilor în altă parte a galaxiei noastre, s-au depus foarte puține eforturi pentru a identifica consecințele descoperirii formelor de viață unicelulare în altă parte a Sistemului nostru Solar. Confirmarea unor astfel de organisme fosilizate sau vii pe o planetă sau satelit natural din apropiere ar avea efecte acute asupra viziunii lumii și ar implica multe probleme etice și practice.

### Considerații culturale și politice
Indiferent de natura unei detectări confirmate, protocoalele pun un accent considerabil și pe gama reacțiilor probabile din diferite circumscripții electorale, inclusiv din presă, diferite grupuri religioase, lideri politici și publicul larg. Diferențele de reacție în cadrul limitelor culturale și religioase ar fi substanțiale. O strategie posibilă pentru dezvoltarea unor protocoale mai cuprinzătoare este efectuarea de sondaje interculturale planificate cu atenție și alte studii empirice bazate pe analogii din științele umaniste și istorice, științele sociale și comportamentale și chiar din științifico-fantastic pentru a determina reacțiile probabile. La scurt timp după o detectare confirmată, aplicarea în timp util a datelor interdisciplinare relevante se va dovedi de neprețuit în implementarea politicii adecvate, precum și în furnizarea de inițiative educaționale și de relații publice specifice situației în cauză. O altă strategie potențială este explorarea capacității religiei ca „resursă de a absorbi impactul descoperirii și de a menține relații benefice cu extratereștri”.
Protocoalele încearcă, de asemenea, să ia în considerare consecințele politice ale unei detectări și modalitățile prin care atât entitățile guvernamentale, cât și cele neguvernamentale ar putea utiliza informațiile. După cum afirmă Michael Michaud, „nu putem presupune că SETI este imun la vechile motivații ale egoismului, puterii și lăcomiei. Deciziile care ar putea afecta bunăstarea speciei umane ar putea fi luate de elite mici, nereprezentative."
Odată ce detectarea devine publică, factorii de decizie ar exercita influență prin modul în care evaluează importanța și gestionează publicitatea descoperirii. Este posibil ca astfel de actori să sublinieze sau să minimizeze importanța sa pentru a avea un avantaj politic. Contactul ar putea fi încadrat ca o evoluție pozitivă care va aduce beneficii națiunii și omenirii. La fel, ar putea fi folosit pentru a avertiza asupra potențialelor pericole și a provoca anxietăți publice. Fiecare curs de acțiune ar avea efecte profunde asupra modului în care presa și publicul larg reacționează. Michaud susține că, cu cât informațiile primite din contactul cu extratereștrii sunt mai descifrabile, cu atât există șanse mai mari de reacție politică împotriva influențelor culturale extraterestre. Grupurile extremiste, atât religioase, cât și seculare, ar putea cataloga informațiile primite de la extratereștri ca fiind rele sau imorale. Este posibil ca acest lucru să declanșeze încercări prin diverse metode de a sabota comunicarea cu extratereștri. Albert Harrison a scris că ar fi „prostesc și neglijent” să nu anticipăm astfel de reacții în formularea politicilor și a planurilor.

### Partajarea informațiilor
După o detectare confirmată, o altă variabilă importantă luată în considerare de protocoale este viteza cu care faptele descoperirii ar deveni publice. De exemplu, dacă un semnal de origine extraterestră este suficient de ambiguu sau dificil de interpretat, partea care detectează poate percepe necesitatea de a reține informații despre descoperire pentru a preveni reacții neintenționate din partea publicului larg sau a altor entități politice. În mod similar, partea care detectează ar putea alege să limiteze comunicarea informațiilor într-o încercare de a exploata contactul în scop personal.
La nivel internațional, protocoalele unei entități guvernamentale naționale (guvern central) ar avea autoritatea legii de a preveni, întârzia sau limita difuzarea informațiilor - mai ales dacă detectarea este făcută de persoane care lucrează pentru acea agenție sau în baza unui contract guvernamental. Acest tip de scenariu de restricționare a informațiilor este mai probabil în cazul în care cei care au făcut detectarea sunt singurii deținători ai capacităților tehnologice necesare comunicării. Dezvăluirea ulterioară a acestor decizii ar putea provoca neîncredere internațională, încurajând alte națiuni să acționeze unilateral în comunicarea lor cu extratereștrii.

### Înțelegerea și conținutul semnalului
În funcție de natura primei detecții, factorii de decizie politică (sau alții) ar putea avea posibilitatea de a lua o decizie conștientă despre compunerea și trimiterea unui mesaj. Ambiguitatea și conținutul semnalelor trimise atât către, cât și de pe Pământ ar avea implicații profunde pentru acțiunile care trebuie întreprinse. Un protocol care nu a luat în considerare înțelegerea semnalului nu ar fi suficient de flexibil în privința alegerii acțiunilor adecvate. Domeniul cercetării SETI, cunoscut sub numele de CETI (Comunicarea cu extratereștri), se referă la modul în care omenirea ar trebui să realizeze această comunicare și, într-o oarecare măsură, la problemele de reprezentare, cum ar fi dacă un răspuns ar trebui să fie cu o singură voce colectivă sau dacă cineva care are acces la un emițător ar trebui să aibă dreptul de a comunica.
Scopul și conținutul unui răspuns reprezintă, de asemenea, o problemă pe care protocoalele încearcă să o explice. Există un dezacord considerabil în ceea ce privește modul de comunicare eficient datorită barierelor lingvistice extraordinare. Mesajul (răspunsul) ar trebui creat astfel încât conținutul și difuzarea acestuia să fie clar pentru receptorii despre care se ia în calcul varianta ca aceștia să nu poată comunica scris sau verbal. Au fost dezvoltate și aplicate mai multe teorii ale limbajului matematic, pictural, algoritmic și „natural” pentru a rezolva problema comunicării cu extratereștri. Un scop specific al răspunsului poate fi acoperit și de un protocol. Există mai multe funcții posibile, inclusiv: o descriere a speciei și planetei noastre, o cerere de informații și/sau propunerea unui curs de acțiune. Cu toate acestea, în absența unui acord interguvernamental sau a unor structuri pentru stabilirea consensului pe această temă, națiunile, grupurile, organizațiile și indivizii sunt liberi să acționeze autonom. Deoarece procesul de schițare a unui mesaj colectiv ar fi lent și laborios (dar extrem de important), majoritatea oamenilor de știință recomandă un protocol cu acțiuni prescrise înainte de a se face contactul.

### Capacități tehnologice diferite
În luarea în considerare a acțiunilor post-detectare, este util să se țină cont și de capacitățile tehnologice relative, atât în ceea ce privește timpul de propagare al semnalului, cât și în ceea ce privește dacă extratereștrii sunt considerați sau nu o amenințare militaristă. Dacă extratereștrii în cauză transmit din afara sistemului nostru solar, va exista un decalaj semnificativ de timp între transmisie și recepție la oricare dintre părți. Relativitatea dezvoltării tehnologiei de comunicare disponibilă fiecărei părți ar avea un rol în fezabilitatea unor tipuri și conținuturi ale mesajului. În mod similar, diferențele potențiale în dezvoltarea tehnologiei armelor au implicații grave pentru modul în care omenirea ar trebui să reacționeze față de extratereștri. Datorită riscului perceput de a dezvălui locul exact al Pământului civilizațiilor extraterestre, programul METI a fost puternic criticat ca iresponsabil, având în vedere lipsa informațiilor disponibile despre orice amenințare reală sau potențială a extratereștrilor. Chiar și în scenariul probabil în care coordonatele de localizare exactă a Pământului sunt disponibile, se pune întrebarea dacă omenirea ar trebui să dezvăluie ceva mai mult despre sine care ar putea fi un avantaj pentru extratereștrii ostili. Printre criticii METI s-au remarcat fizicianul britanic Stephen Hawking și autorul de science fiction David Brin.

## Protocoale adoptate și propuse

### Raportul Brookings
„Studii propuse cu privire la implicațiile activităților spațiale pașnice asupra afacerilor umane”, denumit adesea „Raportul Brookings”, a fost un raport din 1960 comandat de NASA și creat de Brookings Institution în colaborare cu Comitetul NASA pentru studii pe termen lung. Într-o secțiune intitulată „Implicațiile unei descoperiri a vieții extraterestre”, raportul ia în considerare posibilele scenarii post-detectare și oferă unele recomandări. Destinat conducerii politice aflate într-un rol de luare a deciziilor imediat după o detectare confirmată, descrie, printre altele, circumstanțele în care poate fi sau nu poate fi recomandabil să refuze publicului aceste informații. Semnificația acestei secțiuni relativ minore a raportului a devenit o chestiune de controversă. Fiind mai mult o analiză a consecințelor și a considerațiilor pertinente decât un protocol explicit, raportul nu recomandă în mod specific o mușamalizare a dovezilor vieții extraterestre. Cu toate acestea, pentru această posibilitate de mușamalizare raportul Brookings este adesea citat de ufologi și teoreticieni ai conspirației.

### Declarația principiilor IAA SETI
IAA, într-o încercare de a elabora instrucțiuni universale cu privire la pașii imediați care trebuie luați de grupul sau individul care face o descoperire, a elaborat „Declarația de principii privind activitățile în urma detectării inteligenței extraterestre”. Documentul a fost aprobat de șase societăți spațiale internaționale și constituie, de asemenea, un acord informal între majoritatea celor care desfășoară programul SETI. Declarația propune un set de nouă protocoale post-detectare, enumerate mai jos.

1. Ar trebui inițiate consultări internaționale pentru a lua în considerare problema trimiterii unui mesaj către civilizațiile extraterestre.
2. Consultările cu privire la transmiterea unui mesaj și a conținutului acestuia ar trebui să aibă loc în cadrul Comitetului ONU pentru utilizarea pașnică a spațiului cosmic și în cadrul altor organizații guvernamentale și neguvernamentale și ar trebui să fie gazda grupurilor calificate, interesate, care pot contribui constructiv la aceste consultări.
3. Aceste consultări ar trebui să fie deschise participării tuturor statelor interesate și ar trebui să fie destinate să conducă la recomandări care să reflecte un consens.
4. Adunarea Generală a Națiunilor Unite ar trebui să ia în considerare luarea deciziei cu privire la transmiterea sau nu a unui mesaj inteligenței extraterestre și a conținutului mesajului respectiv, pe baza recomandărilor Comitetului ONU pentru utilizarea pașnică a spațiului cosmic și a autorităților guvernamentale și a organizațiilor non-guvernamentale.
5. Dacă se ia o decizie de a trimite un mesaj inteligenței extraterestre, acesta ar trebui trimis în numele întregii omeniri, mai degrabă decât din partea [unor] state individuale.
6. Conținutul unui astfel de mesaj ar trebui să reflecte o preocupare atentă pentru interesele largi și bunăstarea umanității și ar trebui să fie pus la dispoziția publicului înainte de transmisie.
7. Deoarece trimiterea unui mesaj către inteligența extraterestră ar putea duce la un schimb de mesaje care ar fi recepționate după foarte mulți ani, ar trebui să se ia în considerare un cadru instituțional pe termen lung pentru astfel de comunicații.
8. Niciun mesaj către inteligența extraterestră nu ar trebui trimis de vreun stat până când nu au avut loc consultări internaționale adecvate. Statele nu ar trebui să coopereze cu încercările de a comunica cu inteligența extraterestră care nu sunt conforme cu principiile acestei declarații.
9. În deliberările lor cu privire la aceste chestiuni, statele participante la această declarație și organismele Organizației Națiunilor Unite ar trebui să se bazeze pe expertiza oamenilor de știință, a cercetătorilor și a altor persoane cu cunoștințe relevante. 

Documentul nu are autoritate legală sau orice altă putere de reglementare. Prin urmare, poate fi ignorat de instituțiile publice sau private, dacă ar dori acest lucru, fără a suferi repercusiuni legale.

## În cultura populară
Unele protocoale post-detectare apar în:
- Contact (1997)
- Primul Contact (2016)